# Ignacio Zaragoza, San Martín Toxpalan
Ignacio Zaragoza är en ort i Mexiko.   Den ligger i kommunen San Martín Toxpalan och delstaten Oaxaca, i den sydöstra delen av landet, 270 km sydost om huvudstaden Mexico City. Ignacio Zaragoza ligger 2 008 meter över havet och antalet invånare är 317.
Terrängen runt Ignacio Zaragoza är bergig åt sydväst, men åt nordost är den kuperad. Runt Ignacio Zaragoza är det ganska tätbefolkat, med 78 invånare per kvadratkilometer. Närmaste större samhälle är Teotitlán de Flores Magón, 8,2 km väster om Ignacio Zaragoza. Omgivningarna runt Ignacio Zaragoza är en mosaik av jordbruksmark och naturlig växtlighet.